# Chasse-Partie
La chasse-partie est une convention servant de code de conduite pour les corsaires et pirates. Cette charte est d'abord adoptée par les corsaires avant d'être reprise par les pirates sous le terme de code des pirates

## Contenu
Certaines  chasse-parties sont fictives, d'autres sont historiques. Corruption du terme charte-partie, ce contrat est conclu quelques jours avant le départ, toutes les décisions sur la destination, l'objet de l'expédition et les prises étant collectives. Cette charte est d'abord adoptée par les corsaires avant d'être reprise par les pirates sous le terme de code des pirates. 
Ces contrats s'appuient sur des principes de solidarité et de démocratie, inconnus à leur époque : élection, autogestion, égalisation des revenus, primes de rendement, indemnités pour accident du travail...).

## Exemples de chasses-parties

### Chasse-partie de Henry Morgan (1671)
En 1671, soucieux d'attaquer et piller la ville espagnole de Panama, située sur la côte Pacifique Henry Morgan créé une chasse-partie remarquable :
- Celui qui ôtera le pavillon ennemi d'une forteresse pour y arborer le pavillon anglais, aura, outre sa part, cinquante piastres ;
- Celui qui prendra un prisonnier lorsqu’on voudra avoir des nouvelles de l'ennemi, aura, outre son lot, cent piastres ;
- Les grenadiers auront pour chaque grenade qu’ils jetteront dans un fort, cinq piastres outre leur part ;
- Quiconque prendra un officier de considération dans un combat, y risquant sa vie, sera récompensé selon le mérite de l'action ;
- Celui qui aura perdu ses deux jambes, recevra quinze cents écus, ou quinze esclaves, au choix de l'estropié, en cas qu'il y ait assez d'esclaves ;
- Celui qui aura perdu les deux bras, aura dix-huit cents piastres, ou dix-huit esclaves, au choix de l'estropié, comme on l'a dit ;
- Celui qui aura perdu une jambe, sans distinction de la droite ou de la gauche, aura cinq cens piastres, ou six esclaves ;
- Celui qui aura perdu une main ou un bras, sans distinction du droit ou du gauche aura cinq cens écus, ou six esclaves ;
- Pour la perte d'un œil, cent piastres, ou un esclave, au choix de l'estropié ;
- Pour la perte des deux yeux, deux mille piastres, ou vingt esclaves, au choix de l'estropié ;
- Pour la perte d'un doigt, cent piastres, ou un esclave, le tout au choix de l'estropié ;
- En cas qu'une partie ou membre soit estropié,de manière que la personne ne puisse s'en aider, il aura la même récompense que si ce membre avait été emporté ou coupé ;
- En cas que quelqu'un soit blessé au corps, et obligé de porter la canule, il aura cinq cents piastres, ou cinq esclaves, à son choix.

On devait recevoir toutes ces récompenses outre la part ordinaire de l'estropié, et ces récompenses devaient être prise sur le total du butin avant que de le partager.

On insérera aussi dans cette chasse-partie qu'en cas de prise de quelque vaisseau en mer, ou dans un havre, ce serait au profit de toute la flotte, à moins qu'il ne fût estimé plus de dix mille écus; auquel cas il y en aurait mille pour le premier vaisseau de la flotte qui l'aurait abordé, outre que sur chaque dix mille écus que le vaisseau pourrait valoir, celui qui l'aurait pris aurait droit d'en prendre mille d'avance à partager entre son équipage seul.

Chaque équipage promit au chirurgien et au charpentier une récompense; à l'un pour ses remèdes, et à l'autre pour son travail; savoir, au premier deux-cents piastres, outre son lot; et au dernier, cent piastres outre son lot.

### Chasse-partie de Bartholomew Roberts (1720)
Un des codes des pirates les plus connus est celui créé par le célèbre boucanier Bartholomew Roberts en 1720.
- I. Chaque pirate pourra donner sa voix dans les affaires d'importance et aura un pouvoir de se servir quand il voudra des provisions et des liqueurs fortes nouvellement prises, à moins que la disette n'oblige le public d'en disposer autrement, la décision étant prise par vote.
- II. Les pirates iront tour à tour, suivant la liste qui en sera faite, à bord des prises et recevront pour récompense, outre leur portion ordinaire de butin : une chemise de toile. Mais, s'ils cherchent à dérober à la compagnie de l'argenterie, des bijoux ou de l'argent d'une valeur d'un dollar, ils seront abandonnés sur une île déserte. Si un homme en vole un autre, on lui coupera le nez et les oreilles et on le déposera à terre en quelques endroits inhabités et déserts.
- III. Il est interdit de jouer de l'argent aux dés ou aux cartes.
- IV. Les lumières et les chandelles doivent être éteintes à huit heures du soir. Ceux qui veulent boire, passé cette heure, doivent rester sur le pont sans lumière.
- V. Les hommes doivent avoir leur fusil, leur sabre et leurs pistolets toujours propres et en état de marche.
- VI. La présence de jeunes garçons ou de femmes est interdite. Celui que l'on trouvera en train de séduire une personne de l'autre sexe et de la faire naviguer déguisée sera puni de mort.
- VII. Quiconque déserterait le navire ou son poste d'équipage pendant un combat serait puni de mort ou abandonné sur une île déserte.
- VIII. Personne ne doit frapper quelqu'un d'autre à bord du navire ; les querelles seront vidées à terre de la manière qui suit, à l'épée ou au pistolet. Les hommes étant préalablement placés dos à dos feront volte-face au commandement du quartier-maître et feront feu aussitôt. Si l'un d'eux ne tire pas, le quartier-maître fera tomber son arme. Si tous deux manquent leur cible, ils prendront leur sabre et celui qui fait couler le sang le premier sera déclaré vainqueur.
- IX. Nul ne parlera de changer de vie avant que la part de chacun ait atteint 1000 livres. Celui qui devient infirme ou perd un membre en service recevra 800 pièces de huit sur la caisse commune et, en cas de blessure moins grave, touchera une somme proportionnelle.
- X. Le capitaine et le quartier-maître recevront chacun deux parts de butin, le canonnier et le maître d'équipage, une part et demie, les autres officiers une part et un quart, les flibustiers une part chacun.
- XI. Les musiciens auront le droit de se reposer le jour du sabbat. Les autres jours de repos ne leur seront accordés que par faveur[4].